# Петар Брајовић
Петар Брајовић (Ријека Црнојевића, код Цетиња, 29. јун 1915 — Београд, 20. новембар 1991) био је учесник Народноослободилачке борбе, генерал-пуковник ЈНА и народни херој Југославије.

## Биографија
Рођен је 29. јуна 1915. у Ријеци Црнојевића, код Цетиња. Његови родитељи убрзо су се преселили из Црне Горе на Косово и Метохију. Брајовић је у Пећи завршио основну школу и гимназију. У гимназији је постао симпатизер радничког покрета и учествовао у штрајковима и демонстрацијама пећких гимназијалаца. На Војну академију уписао се 1937, а дипломирао је 1940. са чином ваздухопловног потпоручника.
После слома у Априлском рату и капитулације, одбио је да оде у Уједињено Краљевство са осталим официрима. По избијању устанка, у лето 1941. године, прикључио се устаницима у Пећи. Постао је командант Метохијског позадинског партизанског одреда. Члан Комунистичке партије Југославије (КПЈ) постао је у фебруару 1942. године.
По директиви КПЈ, марта 1942. године, прешао је на илегалан рад у Ђаковицу, а касније отишао на Шару и радио на питањима војне организације. Почетком 1943. године постао је командант Карадачког одреда, нешто касније командант Шарпланинског одреда. После кратког времена одред се претворио у Македонско-косовски одред, који се преко Шаре и Кораба пробио у Љуму. У блокираној Пишкопеји, Брајовић је руководио одбраном града и његовим ослобођењем. После тога постао је командант Косовских батаљона, а новембра 1943. командант Прве македонско-косовске ударне бригаде, која је учествовала у низу борби кроз Македонију, Албанију и Грчку. Јуна 1944. године, постао је командант Прве косовске ударне бригаде, септембра командант Четрдесет осме дивизије, а затим командант Оперативне зоне Македоније. Октобра је постао командант Шеснаестог корпуса и на крају заменик команданта Оперативног штаба за Косово и Метохију.
Истакао се у свим борбама, али је нарочито био запажен у борбама код Кичева, Дебра, Пешкопеји, у Грчкој, у ослобођењу Прилепа. Његова способност и упорност посебно су дошле до изражаја 1944. године у Фебруарском походу. Тада је бригада за 14 дана непрекидне борбе пробила неколико обруча преваливши преко 300 километара. Том приликом, Брајовић је био писмено похваљен од Главног штаба НОВ и ПО Македоније.
Непосредно је руководио операцијама за ослобођење Северне Македоније и посебно операцијом за ослобођење Скопља. У борби против балиста, фебруара 1945. године, тешко је рањен. Од те ране изгубио је ногу.
После рата, завршио је Вишу војну академију ЈНА. Биран је за народног посланика у Скупштини СР Србије. Пензионисан је у чину генерал-пуковника ЈНА, 1973. године.
Био је ожењен Сашом Брајовић, са којом је имао троје деце — ћерку Љиљану и синове Видоја и Драгана.
Умро је 20. новембра 1991. у Београду. Сахрањен је у Алеји заслужних грађана на београдском Новом гробљу.
Носилац је Партизанске споменице 1941. и других југословенских одликовања, међу којима су — Орден ратне заставе, Орден партизанске звезде са златним венцем, Орден заслуга за народ са златном звездом, Орден братства и јединства са златним венцем и Орден за храброст. Орденом народног хероја одликован је 20. децембра 1951. године.